# 四凶
四凶，是指传说中由中国上古时代的舜帝流放到四方的四个凶獸。
四凶在尚书和左传均有记载，但是内容却不尽相同。
- 《尚书·舜典》记述的四罪是:

共工、欢兜、鲧（大禹的父亲）、三苗。
- 《左传·文公十八年》的记述是：

混沌、穷奇、梼杌、饕餮」，《史記.五帝本紀》中還增加了內容:帝鴻氏（帝江）之不才子“混沌”、少皞氏之不才子“窮奇”、顓頊氏之不才子“檮杌”和上縉雲氏之不才子“饕餮”。